# Ин-ян
Ин и Ян (ин – на опростен китайски: 阴; традиционен китайски: 陰; пинин: yīn; ян (г) – опростен китайски: 阳; традиционен китайски: 陽; пинин: yáng; eum-yang на корейски) в китайската философия и метафизика e концепция, която описва как двете привидно противоположни сили, енергии и принципи (които са част от тайдзи, на бълг. Великия предел. Великият предел е вечно разменящи се и преливащи се противоположности Ин и Ян.) се допълват взаимно и преливат една в друга. Ин е черно, а Ян е бяло.

## Същност
Ин е тъмният, пасивен елемент на упадъка (т.е. който клони надолу) и се свързва с водата, Земята, нощта и Луната. Ян е светлият, активен елемент на развитието, съзиданието (т.е. възход, изкачване) и се свързва с огъня, въздуха, деня и Слънцето. Ян елементите са чисти и видими, докато ин елементите са скрити и неуловими или едва доловими. Ин често е символизиран от водата и земята, докато ян е символизиран от огъня и въздуха. Що се отнася до хората, приема се, че жените имат по-голямо количество ин елемент, докато мъжете повече ян.
Ин се отнася до женствеността (естроген), а Ян до мъжествеността (тестостерон). Затова ин е наричан също женски елемент, а ян – мъжки. В същото време и двата пола притежават от другия елемент в себе си и при достигане на желаната вътрешна хармония двата елемента се хармонизират у човека. Това изравняване на елементите ин и ян може да се постигне или чрез духовно развитие или чрез връзките (сексуалност, брак, общувания, среда) като допълване на собствения преобладаващ елемент с елемент у другия (партньор) или другите (среда на общуване). Най-често се смята, че сексуалните партньорства компенсират липсата на пълна хармония на двата елемента, като ги уравновесяват в мъжко-женско, ин и ян.
Ян винаги съдържа потенциала на ин и ин винаги съдържа потенциала на ян, тоест ин и ян са противоположни и всеки от тях съдържа в себе си частица от другия. Това виждаме в двете „очи“ или „точки“ на символа. Така двете сили са комплементарни, а не абсолютни, и са свързани навеки и равностойни по значение. Където едната сила отслабва, другата нараства. Ин и Ян се привличат – Ин привлича Ян и Ян привлича Ин. Едната сила не може без другата, точно както не може да има светлина без мрак и нощ без ден. Чунаг-цу казва, че „Ин е най-високата точка на смразяване, докато ян е най-високата точка на кипене. Смразяването идва от небето (небесата), докато топлината идва от земята. Взаимодействието на тези два елемента създава хи (хармония) и дава начало на нещата.“ (Чунаг-цу, Глава 21).
Според китайската философия, в началото на света стои У дзи – „Безпределната празнота“, където безкрайността и нищото са тъждествени. У Дзи преминава в Тайдзи, където безкрайността се разделя и възникват силите Ин и Ян. От тях след това възникват осемте врати – Багуа, които са различните възможни съответствия на съотношението Ин и Ян. Двете сили винаги се намират в динамично равновесие – Ин поражда Ян и обратно, когато едната сила достигне своя връх, се превръща в другата. В екзистенциален план е важно да се постигне тяхната хармония, която води до затварянето на Тайдзи и постигането на първоначалната У дзи.
Терминът е от изключителна важност във всички сфери, в които се борави с китайската терминология – философия, религиозен култ, китайска медицина, етика, бойни изкуства и т.н. С популяризирането на китайската култура, терминът започва да се използва и в западната специализирана или художествена литература.

## Символът
Тайдзи-ту (китайски език (традиционен): 太極圖; китайски език (опростен): 太极图; пинин: Taìjí tú; транскрипция на Wade-Giles: T'ai4 chi2 t'u2; буквално „диаграма на върховния принцип“), обикновено наричана в България и на Запад просто като Ин-Ян, е добре известен символ, произхождащ от китайската култура, представящ принципа на Ин и Ян от таоистката и неоконфуцианската философия, както и някои народни представи. Идеята за Ин и Ян съществува в Китай отпреди поне 400 г. пр. Хр. Терминът Тайдзи-ту се отнася до всяка от няколко схематични репрезентации на принципа.

## Във философията
Лао Дзъ споменава ин-ян полярността само веднъж, в глава 42 на Тао-те чинг (Дао Дъ Дзин):
| „ | Сътвореният свят носи Ин на своя гръб и Ян в лице; Чрез обединението на преминаващите през всичко принципи, той постига хармония. | “ |

## Ин и Ян
| Вид                | ИН (-)📉                                                                        | ЯН (+)📈                                                                   |
| Пол:               | женски                                                                          | мъжки                                                                      |
| Сила:              | Магнетизъм                                                                      | Електричество                                                              |
| Небесни тела:      | Луна                                                                            | Слънце                                                                     |
| Температура:       | студено                                                                         | топло                                                                      |
| Сезон:             | есен/зима                                                                       | пролет/лято                                                                |
| Привличане:        | центростремално                                                                 | центробежно                                                                |
| Полярност:         | негативна                                                                       | позитивна                                                                  |
| Посока:            | север                                                                           | юг                                                                         |
| Ум:                | десен мозъчен дял/емоция                                                        | ляв мозъчен дял/съждение                                                   |
| Активност:         | повече умствена                                                                 | повече физическа                                                           |
| Цвят:              | лилаво, индиго, синьо, зелено                                                   | жълто, оранжево, червено                                                   |
| Светлина:          | тъмна                                                                           | светла                                                                     |
| Растеж:            | надолу и навътре                                                                | нагоре и навън                                                             |
| Растеж (растения): | хоризонтално, под земята                                                        | хоризонтално, над земята                                                   |
| Енергия в живота:  | Лоша енергия                                                                    | Добра енергия                                                              |
| Тенденции:         | контракция дифузия разсейване разпръскване разделяне декомпозиция дезинтеграция | експанзия синтез организация асимирация обединяване учередяване интеграция |
| Движение:          | по-неактивен, бавен                                                             | по-активен, бърз                                                           |
| Вибрация:          | къси вълни, висока честота                                                      | дълги вълни, ниска честота                                                 |
| Дневен ритъм:      | нощ                                                                             | ден                                                                        |
| Измерение:         | пространство                                                                    | време                                                                      |
| Биология:          | вегетативна                                                                     | анималистична                                                              |
| Текстура:          | груба                                                                           | гладка                                                                     |
| Плътност:          | по-мек                                                                          | по-твърд                                                                   |
| Тегло:             | по-леко                                                                         | по-тежко                                                                   |
| Влажност:          | по-мокро                                                                        | по-сухо                                                                    |
| Височина:          | по-ниско                                                                        | по-високо                                                                  |
| Големина:          | по-малко                                                                        | по-голямо                                                                  |
| Химични елементи:  | N, O, K, P, Ca и др.                                                            | H, C, Na, As, Mg и др.                                                     |
| Зодиакални знаци:  | Телец, Рак, Дева, Скорпион, Козирог, Риби                                       | Овен, Близнаци, Лъв, Везни, Стрелец, Водолей                               |

## Ин и Ян в културата
- Телевизионните серии Yin-Yang-Yo! (Ин-ян-йо!) на Уолт Дисни имат два героя Ин, който е розов заек, и Ян, който е син заек.